# 朝鮮の歴史的地方区分
朝鮮の歴史的地方区分（ちょうせんのれきしてきちほうくぶん）は、下記の地図のような変遷があった。
紀元前108年に漢四郡（楽浪郡、真番郡、臨屯郡、玄菟郡）が置かれた。南部には馬韓、辰韓、弁韓の三韓があり、原三国時代とも言われる。204年に帯方郡が置かれた。三国時代 (朝鮮半島)には高句麗、百済、新羅があった。新羅は三国を統一してから、九州（구주）（漢州（한주）、朔州（삭주）、溟州（명주）、熊州（웅주）、全州（전주）、武州（무주）、尚州（상주）、良州（양주）、康州（강주））を定めた。後三国時代には、後高句麗、後百済、新羅があった。高麗では、995年に十道（십도）（関内道（관내도）、中原道（중원도）、河南道（하남도）、江南道（강남도）、嶺南道（영남도）、嶺東道（영동도）、山南道（산남도）、海陽道（해양도）、朔方道（삭방도）、浿西道（패서도））を置き、1018年には五道両界（오도양계）（楊広道（양광도）、慶尚道（경상도）、全羅道（전라도）、交州道（교주도）、西海道（서해도）、北界（북계）、東界（동계）を置いた。李氏朝鮮では朝鮮八道が定められた。1895年には二十三府制となったが、1896年には十三道制が定められ、日本統治時代の朝鮮でも引き継がれた。
朝鮮民主主義人民共和国と大韓民国では、下記地図の通りである。

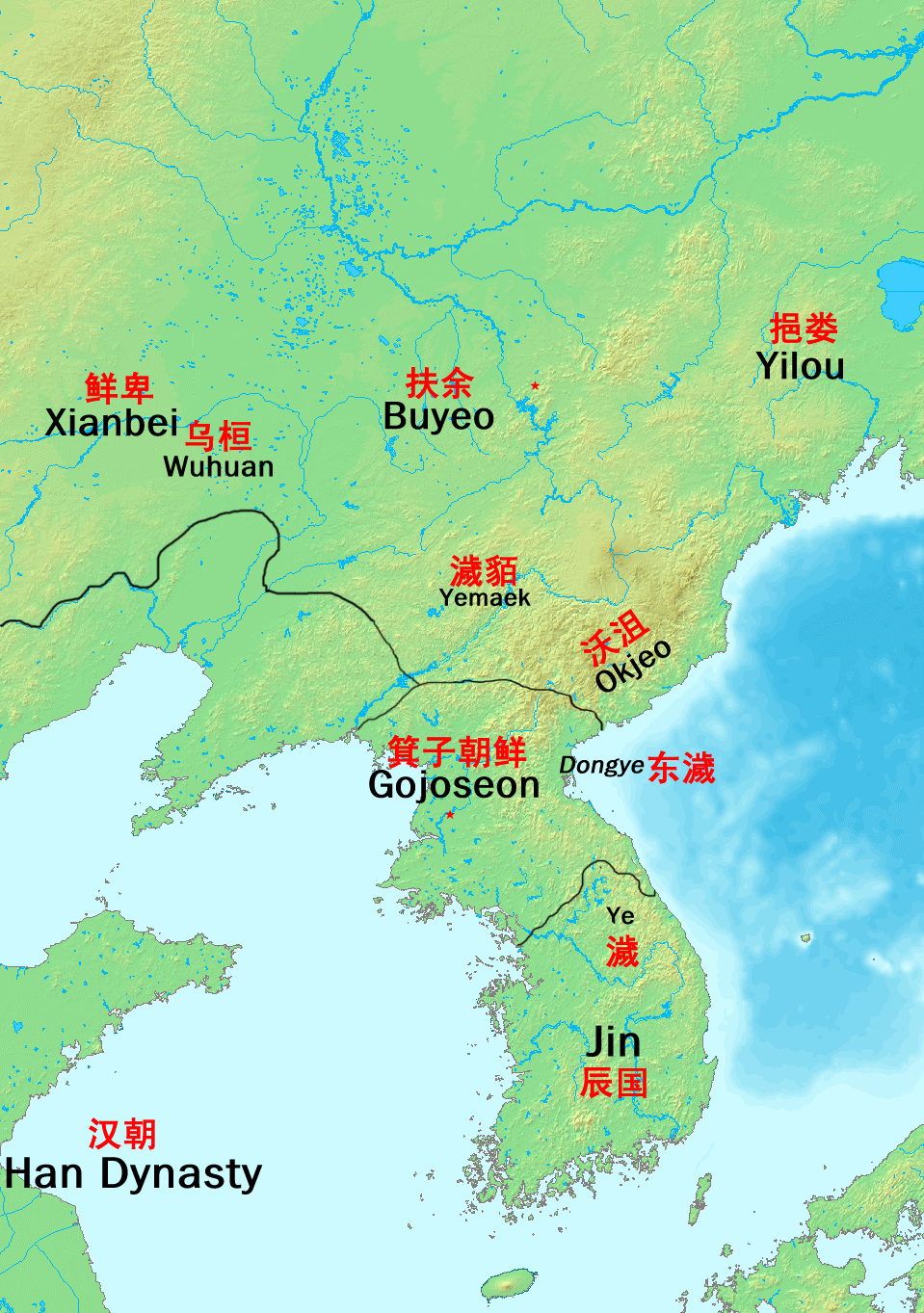
衛満朝鮮
漢四郡
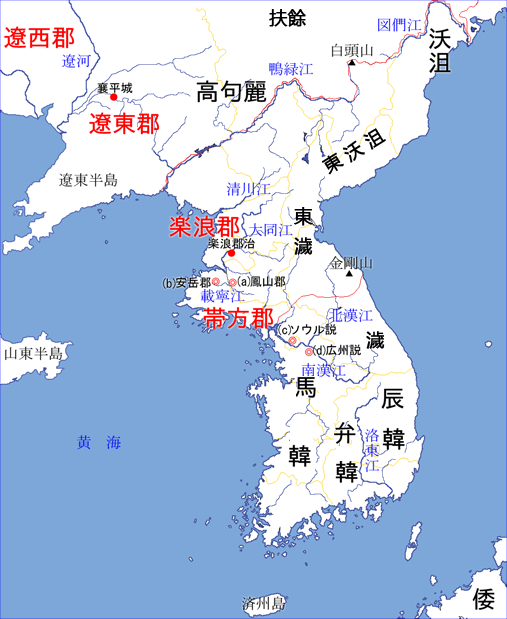
帯方郡
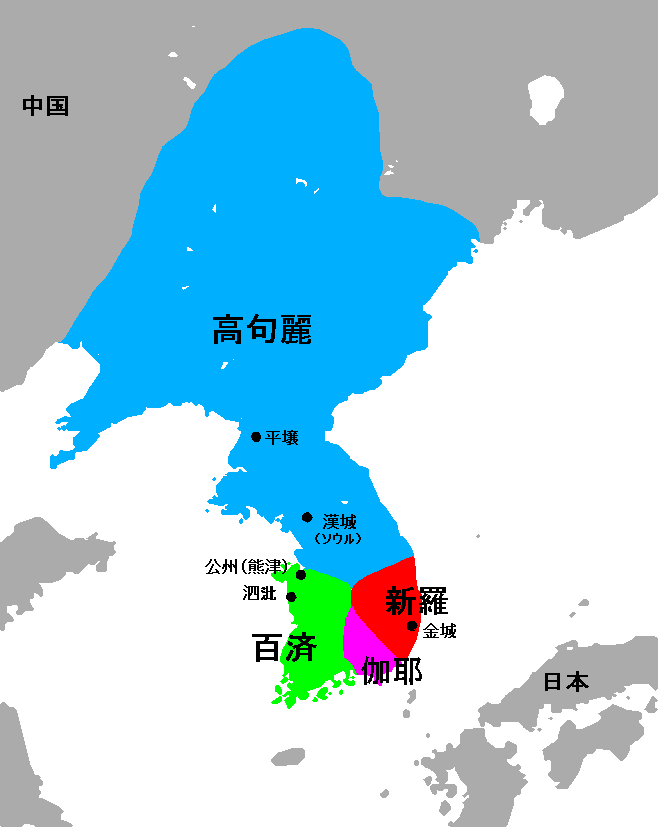
三国時代
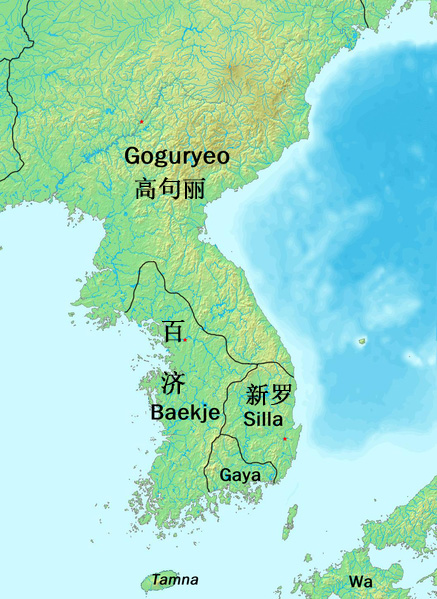
百済の最盛期
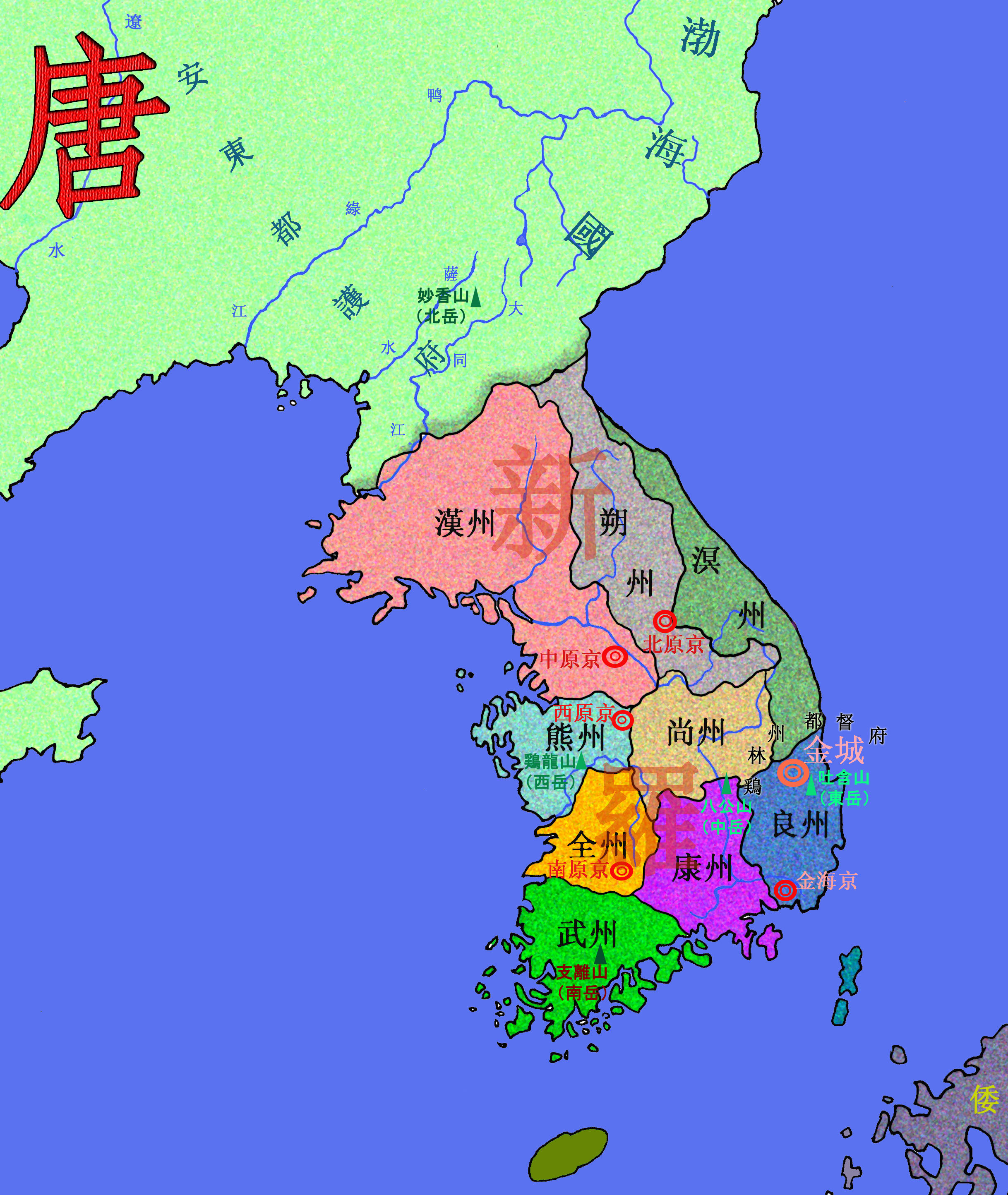
新羅の九州
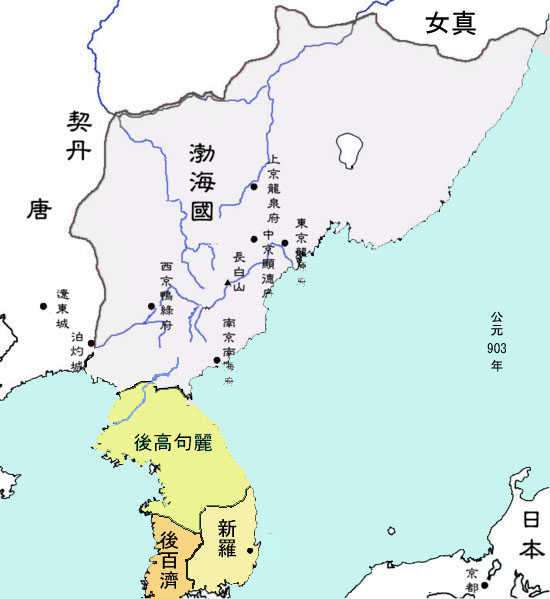
後三国時代
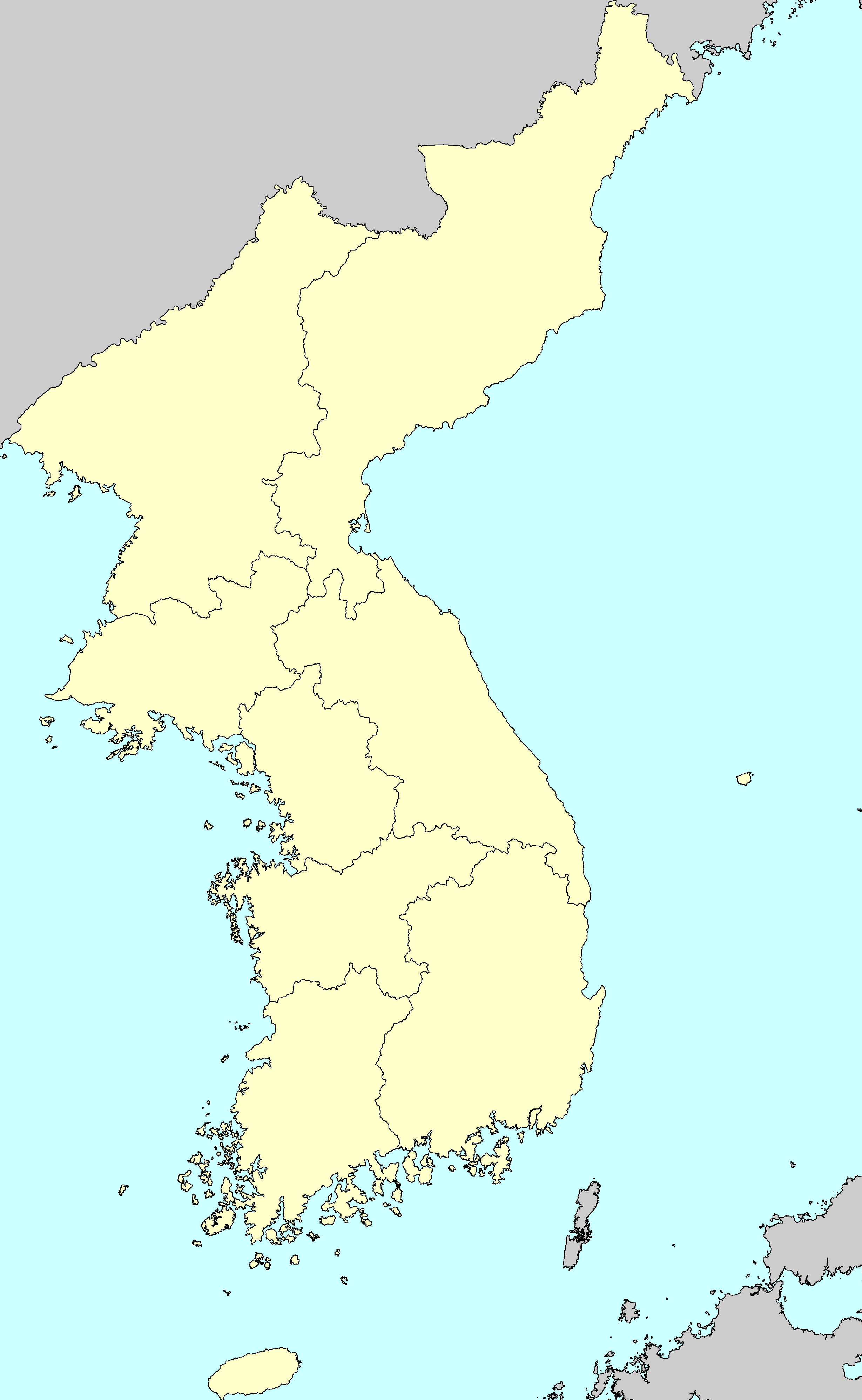
朝鮮八道
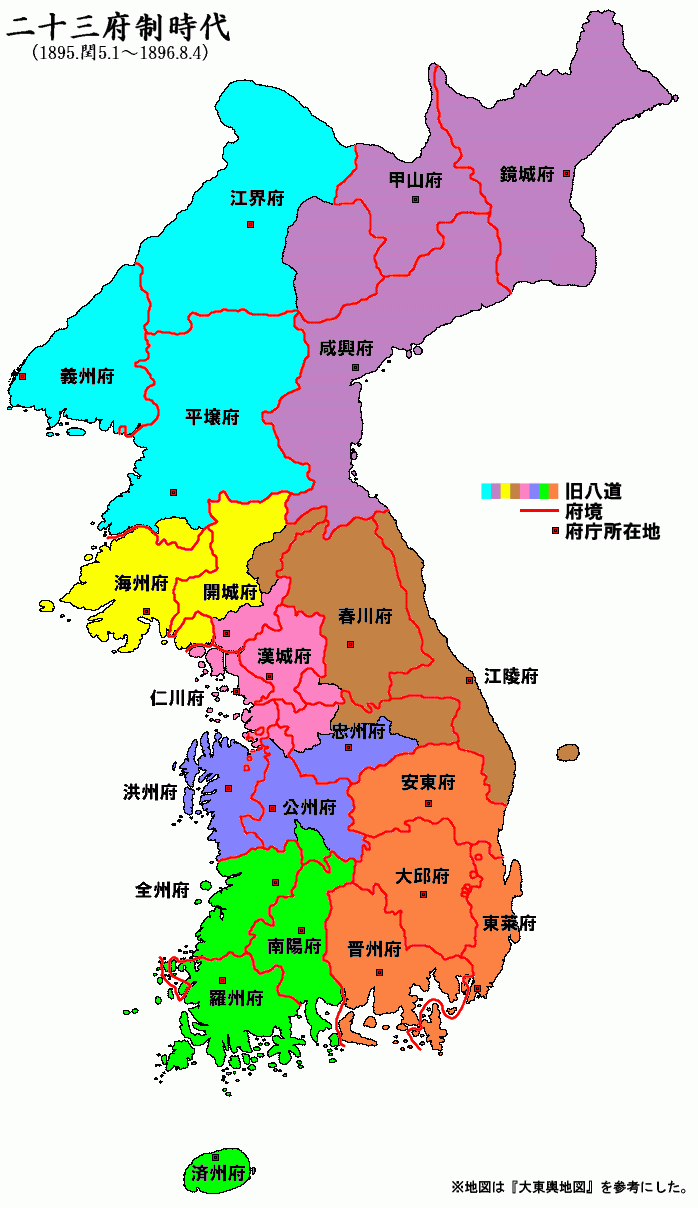
朝鮮二十三府
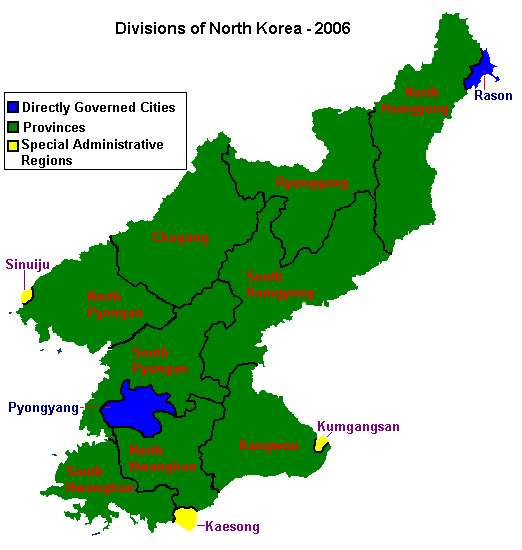
朝鮮民主主義人民共和国
大韓民国